# Bienaimé Jourdain
Pour les articles homonymes, voir Jourdain (homonymie).
Bienaimé Jourdain, né le 20 décembre 1890 à Tourville (Manche), et mort le 17 août 1948 dans le 8e arrondissement de Paris, est un militaire et l'un des fondateurs de l'Union des blessés de la face et de la tête dont il devient le premier secrétaire général.

## Biographie
Bienaimé Jourdain est né à Tourville le 20 décembre 1890. Avant-guerre, il est membre de la section d'Action française de Cherbourg,.
Durant la Grande Guerre, il est mobilisé comme sergent d’infanterie et affecté au 36e régiment d’infanterie. Il est blessé une première fois le 17 septembre 1914. Après plusieurs mois de convalescence, il retourne au combat. Dans les ruines de Neuville-Saint-Vaast, il est grièvement blessé au visage le 1er juin 1915. La moitié de sa face est mutilée par un éclat d'obus. Il devient donc une gueule cassée. Durant cinq ans, il est soigné avec les autres blessés de la face dans la 5ème division au Val-de-Grâce (le service des baveux),. Dès 1919, il fonde une amicale avec Albert Jugon où les réunions sont de plus en plus fréquentées. Face à l'ampleur, Bienaimé Jourdain, le colonel Yves Picot et Albert Jugon décident de transformer l'amicale en une Union des blessés de la face et de la tête le 2 juillet 1921. Il devient le premier secrétaire général du groupement et consacre sa vie à porter assistance aux gueules cassées : « allocation maladie, décès, orphelins, bourses d’études, rééducation, prêt d’honneur ». Il soutient la création du centre d’appareillage maxillo-facial dirigé à l’hôpital Lariboisière par le docteur Ponroy, puis celui de Rennes dirigé par le commandant Georges Charles Maurice Virenque (1848-1949),.
Pendant la Seconde Guerre mondiale, il cherche à maintenir l'Union des blessés de la face et de la tête tout en se repliant à la Chaumette à Joué-lès-Tours.
Il organise la première assemblée générale d’après-guerre, le 1er février 1948. 
Bienaimé Jourdain meurt le 17 août 1948. Il est inhumé au cimetière des Gueules cassées à Moussy-le-Vieux. Albert Jugon lui succède à la tête de l'Union des blessés de la face et de la tête. 

## Distinctions
- Croix de guerre 1914–1918 avec palme[9]
- Médaille militaire[9]
- Chevalier de la Légion d'honneur (1921)[12]
- Officier de la Légion d'honneur (1937)[12]